# Обсерватория имени Дэвида Данлэпа

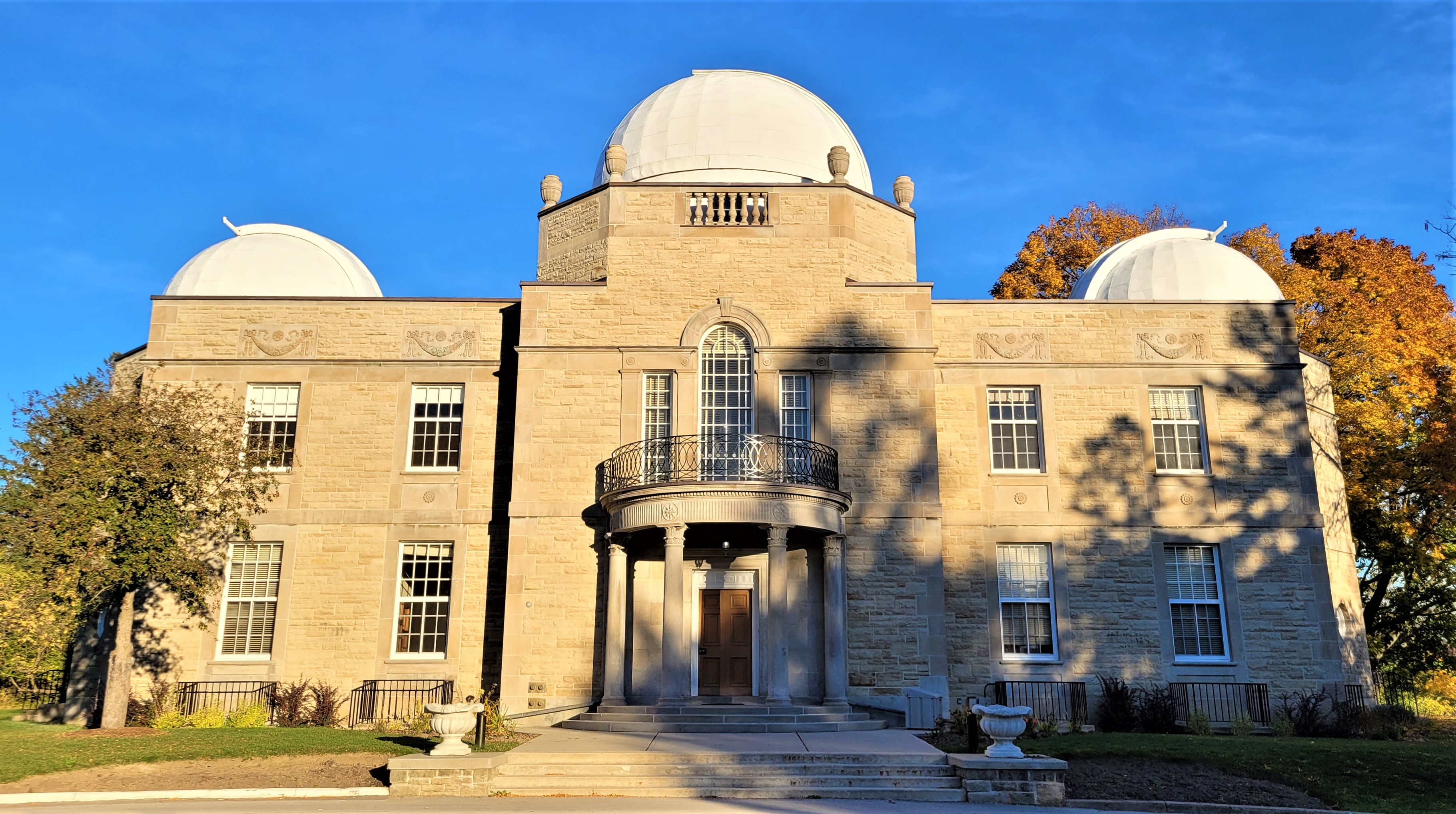
Административное здание г. Обсерватория им. Дэвида Данлэпа

Обсерватория им. Дэвида Данлэпа — астрономическая обсерватория, основанная в 1935 году в Ричмонд Хилл, Онтарио, Канада. Обсерватория принадлежит Университету Торонто.

## Руководители обсерватории
- 1935 — Чант, Кларенс Огастес — создатель обсерватории
- 1946—1951 гг — en:Frank Scott Hogg
- 1951—1965 гг — en:Helen Sawyer Hogg
- 1965—1978 гг — en:Donald MacRae

## История обсерватории
Площадь парка вокруг обсерватории составляет 76 га. Крупнейший инструмент обсерватории во время создания был вторым по величине телескопом в мире и до сих пор остаётся крупнейшим инструментом в Канаде. Обсерватория была создана усилиями одного человека: Кларенса Огастеса Чанта. Проект создания астрономической обсерватории существовал ещё с 1905 года, когда в университете Clarence начал читать курс астрономии. Тогда будущая обсерватория называлась «Королевской астрономической обсерваторией», но в связи с началом Мировой войны проект был отклонён. В 1921 году Дэвид Данлэп (David Dunlap) — богатый бизнесмен после прослушивания лекции Чанта пожелал помочь в создании крупной обсерватории. Но в 1924 году Дэвид умирает, так и не успев профинансировать постройку обсерватории. Через 2 года Chant обращается с предложением профинансировать постройку обсерватории к вдове Дэвида, сказав, что обсерватория будет называться в честь умершего мецената. Для постройки обсерватории было выделено 28 000 канадских долларов. Сразу был выбран основной инструмент обсерватории: 1.9-м телескоп фирмы из Англии en:Sir Howard Grubb, Parsons and Co. На тот момент это был второй по размеру телескоп, уступающий только 2.5-м рефлектору из обсерватории Маунт-Вильсон и немного больше Доминионской обсерватории, где располагался недавно установленный 1.8-м телескоп. В 1933 году началось строительство основного здания обсерватории с куполом диаметром 18.6-метров. Обсерватория была открыта 31 мая 1935 года, на 70-летие Chant-а. На церемонии открытия присутствовали многие знаменитости, такие как: Дайсон, Фрэнк Уотсон и Кинг, Уильям Лайон Макензи. В тот же день Chant подал в отставку и переехал жить в дом, располагающийся неподалёку от обсерватории, где прожил остаток своей жизни. Фирма Grubb-Parsons построила ещё 4 таких же телескопа диаметром 1.88-м: в Обсерватория Радклиффа (ЮАР) около Претории (в 1970-х телескоп переехал в Южноафриканскую астрономическую обсерваторию, Обсерватория Маунт-Стромло в Австралии (телескоп сгорел во время лесного пожара в 2003 году), в Хелуанской обсерватории в Египте (в 1997 году оригинальное зеркало было заменено на Цейссовское) и в обсерватории Токио-Окаяма (MPC #371) в Японии. В 1971 году была создана южная наблюдательная станция университета Торонто в Чили с 60-см телескопом: en:University of Toronto Southern Observatory. Именно в этой обсерватории en:Ian Shelton открыл сверхновую SN 1987A. В 1997 году чилийская наблюдательная станция была закрыта, так как финансирование пошло на Джемини (обсерватория) и 60-см телескоп в Аргентинской обсерватории Астрономический комплекс Эль-Леонсито, где Торонтскому университету принадлежит 25 % наблюдательного времени. К середине 1990-х годов стало понятно, что обсерватория уже не может нормально функционировать из-за нарастающего светового загрязнения. В 2007 году Торонтский университет заявил о желании продать обсерваторию и прилегающую к ней территорию за 100 млн долларов США. В 2008 году продажа была завершена, а в 2009 году государство отсудило данную территорию у частной компании с указанием, что это историческая местность. С 2009 года обсерватория работает как публичная: проводятся массовые наблюдения, лекции и мероприятия. В 2009 году Торонтовский университет объявил о создании Института астрономии и астрофизики им. Данлэпа (Dunlap Institute for Astronomy & Astrophysics), первым директором которого стал en:James R. Graham в июле 2010 года.

## Инструменты обсерватории
- 1.88-м рефлектор
- 0.6-м Кассегрен
- 0.5-м Кассегрен
- небольшой радиотелескоп (создана в 1956 году)
- 15-см рефрактор Кука

## Направления исследований
- Спектральные исследования
- Измерения расстояний до шаровых скоплений
- Измерения радиопотоков от наиболее ярких радиоисточников (Кассиопея A)

## Основные достижения
- Всего 4 астрометрических измерений опубликовано в 1951 году[1]
- Доказательство того, что Лебедь X-1 является чёрной дырой
- Исследования переменности Полярной звезды и определение её класса

## Известные сотрудники
- en:Sidney van den Bergh — составил каталог карликовых галактик Каталог обсерватории Дэвида Данлапа
- en:Charles Thomas Bolton — отождествление в оптике рентгеновского источника Лебедь Х-1